# Сатана (фильм, 1990)
«Сатана́» — советский художественный фильм 1990 года, психологическая драма режиссёра Виктора Аристова о молодом человеке, цинично разрушающем жизни окружающих. Фильм удостоен Большой премии жюри «Серебряный медведь» на Берлинском фестивале 1991 года.

## Сюжет
Действие происходит осенью в провинциальном городе.
Школьница Оля, дочь крупной начальницы Алёны Павловны, встречает утром знакомого молодого человека Виталия, который предлагает подвезти её в школу на велосипеде. По дороге он убивает её на пустыре возле железнодорожных путей. Свой велосипед и одежду он отвозит в дачный домик, где его ждёт дед, который был осведомлён о планах внука.
Виталий едет в город, где застаёт в своей комнате в коммунальной квартире своего друга Рубена с девушкой. Оставив их, Виталий уходит на встречу с Верой, которой признаётся в любви, однако она отвергает его ухаживания. Позже Виталий с Рубеном идут на венчание и свадьбу знакомых, куда они приглашены. Там они ссорятся из-за реакции Рубена на националистический тост одного из гостей. Во время танцев, уведя невесту на лестничную клетку, Виталий насилует её, понимая, что она никому не признается в этом. Также Виталий и его дед попеременно звонят родителям Оли, Алёне Павловне и её мужу, артисту городского театра Коршунову, и требуют выкуп в сто тысяч рублей, обещая вернуть Олю живой. Из разговора Виталия с дедом становится понятно, что Виталий был любовником Алёны Павловны, однако затем она рассталась с ним, поскольку он «позорил» её.
Поздно вечером Виталий приходит домой к Вере, но та не пускает его на порог. Он залезает к ней в квартиру через окно и предлагает ей стать его женой, однако она не хочет об этом слышать. На вопрос о том, откуда он взялся, Виталий говорит, что приехал из Бузулука, но из института его отчислили, а потом уволили и из исполкома, где он работал курьером. Несмотря на сопротивление Веры, Виталий овладевает ею, после чего уходит.
Понимая, что им не собрать огромной суммы выкупа, Коршунов сообщает о пропаже дочери в милицию. Возле их квартиры устанавливают милицейский караул. На следующий день Алёна Павловна встречается со своими влиятельными знакомыми, но те не могут помочь в вызволении Оли. Тогда из тайников в квартире она берёт все деньги, чтобы отдать выкуп. Увидев деньги, не подозревавший об их наличии Коршунов называет жену бандиткой. Дед Виталия предлагает встретиться для передачи денег возле рынка. Туда, обманув охраняющих его милиционеров, идёт Коршунов, который и передаёт сумму в мусорном ведре подставному лицу, присланному дедом Виталия.
Вечером Виталий с дедом отмечают на даче успешное завершение операции. От денег Виталий отказывается и просит деда уехать и больше не появляться в городе. Вернувшись ночью домой, Виталий застает Алёну Павловну, которая давно ждёт его. Она говорит, что дочь ей так и не вернули и ей не к кому больше идти за помощью. Внезапно из-за оговорки Виталия о ста тысячах Алёна Павловна понимает, что это Виталий выкрал её дочь. Тот признаётся в убийстве и уходит из квартиры, оставив потрясённую Алёну. В последних кадрах фильма Виталий машет зрителю рукой из уезжающего трамвая.

## В ролях
| Актёр                | Роль                                              |
| -------------------- | ------------------------------------------------- |
| Сергей Куприянов     | Виталий                                           |
| Анатолий Аристов     | дед Виталия                                       |
| Светлана Брагарник   | Алёна Павловна секретарь райисполкома             |
| Вениамин Малочевский | Андрей Коршунов артист театра, муж Алёны Павловны |
| Жанна Шипкова        | Оля дочь Алёны Павловны                           |
| Арменак Назикян      | Рубен приятель Виталия                            |
| Михаил Стародубов    | Генрих друг Алёны Павловны, директор ресторана    |
| Мария Авербах        | Вера знакомая Виталия                             |
| Анна Сагалович       | Наташа невеста на свадьбе                         |
| Владислав Федченко   | Тарас Иванович гость на свадьбе                   |
| Валентина Касьянова  | подруга жениха                                    |
| Татьяна Догаева      | соседка по коммунальной квартире                  |
| Раиса Пащенко        | секретарь Алёны Павловны                          |
| Таисия Калинченко    | эпизод                                            |

## Создание фильма
Изначально в основу фильма должен был лечь сценарий Аркадия Вайнера «Нелюдь». Однако Аристов и Вайнер не смогли найти общий язык, и фильм был снят по сценарию Аристова, использующему сюжет Вайнера о похищении девочки у крупной чиновницы. По исходному варианту сценария в том же году был снят фильм Юрия Иванчука «Нелюдь».
По словам С. Русакова, продюсера алма-атинской студии «Икс-Б», которая принимала участие в производстве фильма, власти Краснодара, где снимался фильм, сначала отказались помогать съёмочной группе, а затем выдворили её из города, при этом не помогла поддержка министра культуры Н. Губенко и председателя Госкино А. Камшалова. В Ростове, куда переехала съёмочная группа, власти не разрешали снимать здания УВД, обкома, ресторан, и в результате съёмки пришлось вести в павильоне.

## Награды
- 1991 — 41-й Берлинский международный кинофестиваль

Виктор Аристов — Большая премия жюри «Серебряный медведь»
- 1991 — «Кинотавр»

Светлана Брагарник — лучшая женская роль

## Критика
Критик Н. Сиривля охарактеризовала фильм как «чудовищную картину беспредельного самоутверждения зла и зла как беспредельного самоутверждения». Фильм является отражением социальных страхов перед «чужим», «другим», и неслучайно главный герой выражает антисемитские, фашистские взгляды. Положительный полюс в фильме отсутствует: зритель не может сочувствовать даже матери, которая потеряла дочь, поскольку она «исполкомовская стерва и взяточница».
По мнению Вероники Хлебниковой, поведение главного героя фильма являлось «цирковым по своей сути»: «Зловещий, сатанинский балаган Аристов брал здесь самым крупным планом. Цирк как торжество над нормой, опровержение физических законов и телесных пропорций, ассоциировался в „Сатане“ с нарушением Божьих законов, и Аристов фиксировал это нарушение в названии фильма».
В свою очередь, Олег Ковалов считает, что убийца Виталий является порождением своего времени: фильм «выходит в тот момент, когда желание упразднить ненавистную идеологию всё более овладевает умами», и именно поэтому «в нём вовсе нет идеологии с её какими-никакими, но нравственными тормозами и скрепами». Он проводит параллель между Виталием и главным героем вышедшего спустя семь лет фильма Алексея Балабанова «Брат»: по своим моральным качествам — вернее, по их отсутствию — персонаж «Брата» «недалеко уйдёт от Виктора из „Сатаны“, только у Балабанова он будет безмерно романтизирован именно за счет „идейной начинки“, ходульных воззрений примитивного и сентиментального люмпена на патриотизм и социальную справедливость».